# Decred
Decred (DRC) — криптовалюта с открытым исходным кодом, аналогичная биткойну и построенная на блокчейне. Decred использует два метода защиты: Proof-of-work и Proof-of-stake. Одной из ключевых характеристик проекта, является возможность всех держателей криптовалюты Decred участвовать в процессе принятия решений о дальнейшей судьбе проекта.

## История
Проект был запущен в 7 февраля 2016 года расположенной в Чикаго Company 0.
25 апреля 2017 года была выпущена версия 1.0 программного обеспечения Decred.
В 2024 году на платформе Politeia было предложено обновление официального сайта криптовалюты. Сообщество Decred одобрило это предложение, и обновленный сайт был успешно развернут. Код сайта доступен в репозитории на GitHub.

## Децентрализованная биржа DCRDEX
В октябре 2020 года запущена бета-версия v.0.1.0 децентрализованной биржи DCRDEX.
В июне 2024 года завершена работа над версией v.1.0.0. 
В ноябре 2024 года команда проекта развернула версию 1.0.2, которая включает важные исправления и улучшения (обновления зависимостей, повышение совместимости с Windows, устранение ошибок, связанных с подключением к Binance). 
В декабре 2024 года компанией Least Authority TFA GmbH проведен аудит интеграции Zcash в DCRDEX.

## Токен Decred
Название: Decred
Тикер: DCR
Тип: криптовалюта (токен собственной сети)
Алгоритм: Blake256 (вариант SHA-3)
Год запуска: 2016
Максимальное предложение: 21 миллион DCR (как у Биткоин)
Токен Decred (DCR) интегрирован в Cake Wallet. По состоянию на апрель 2025 года один токен торгуется в районе 11 долларов США.